# Semisonic
Semisonic er en alternativ rock-trio fra Minneapolis, USA. Bandet består af tre medlemmer: Dan Wilson (forsanger, guitar), John Munson (bas guitar, vokal, keyboard) og Jacob Slichter (trommer, percussion, keyboard). De er bedst kendt for deres hits "Closing Time" (1998), "Singing in My Sleep" (1998) og "Secret Smile" (1999).

## Diskografi
- 1993 Pleasure (demo)
- 1995 Pleasure EP (EP)
- 1996 Great Divide
- 1998 Feeling strangely fine
- 2001 All about chemistry

| Musikgruppe | Spire Denne artikel om en amerikansk musikgruppe er en spire som bør udbygges. Du er velkommen til at hjælpe Wikipedia ved at udvide den. |